# Alan Fersht
Sir Alan Roy Fersht (nacido el 21 de abril de 1943) es un químico británico del Laboratorio de Biología Molecular del Medical Research Council (MRC), Cambridge (Inglaterra), y es Profesor Emeritus en el Departamento de Química de la Universidad de Cambridge. Fue máster del Gonville and Caius College (Cambridge) de 2012 a 2018.  Trabaja en la interfaz entre química, biología molecular y biofísica en la ciencia de las proteínas, y a veces se le describe como fundador de la ingeniería de proteínas. 

## Primeros años y educación
Fersht nació el 21 de abril de 1943 en Hackney, Londres.  Su padre, Philip, era sastre de señoras y su madre, Betty, modista. Sus abuelos eran inmigrantes judíos procedentes de Polonia, Lituania y Bielorrusia. Se educó en el Sir George Monoux Grammar School, una [[Educación separada por sexos|escuela masculina] de Walthamstow, Londres. Era un gran aficionado al ajedrez y fue campeón junior del condado de Essex en 1961.  Obtuvo una beca estatal para estudiar Ciencias Naturales en el Gonville and Caius College, Cambridge, donde obtuvo First Class en Ciencias Naturales (1964) y en Química (1965), consiguiendo su doctorado en 1968. Fue presidente del Club de Ajedrez de la Universidad de Cambridge en 1964-65 y galardonado con la distinción half blue en 1965.

## Carrera profesional y trabajos de investigación
Pasó un año de posdoctorado (1968-1969) en la Universidad de Brandeis trabajando con William Jencks. Regresó a Cambridge en 1969 como jefe de grupo en el Laboratorio de Biología Molecular del MRC hasta 1977 y como research fellow junior en el Jesus College, Cambridge hasta 1972. Fersht fue catedrático de investigación Wolfson de la Royal Society y catedrático de Química Biológica en el Imperial College de Londres de 1978 a 1988. Pasó un año sabático en la Universidad de Stanford con una beca Eleanor Roosevelt de la Sociedad Americana del Cáncer con Arthur Kornberg (1978-79). Fersht fue catedrático Herchel Smith de Química Orgánica en Cambridge de 1988 a 2010. Fue Director del Centro de Ingeniería de Proteínas de Cambridge de 1990 a 2010 cuando, al alcanzar la edad de jubilación, pasó a ser Jefe de Grupo Emérito en el Laboratorio de Biología Molecular del MRC. Es miembro vitalicio del Gonville and Caius College.
Fersht estudió para su doctorado la catálisis intramolecular en la hidrólisis de la aspirina como modelo de catálisis por enzimas. Fue contratado por David Mervyn Blow y Max Perutz en el Laboratorio de Biología Molecular del MRC para trabajar en el mecanismo de las enzimas que allí se resolvían. Se convirtió en un enzimólogo autodidacta. Según Athel Cornish-Bowden, el último gran avance en la comprensión de la cinética en estado estacionario fue obra de Fersht, quien introdujo por primera vez una definición significativa de especificidad. Fersht señaló que la relación {\displaystyle k_{\text{cat}}/K_{\mathrm {m} }} de la cinética de Michaelis-Menten es el parámetro que mide la capacidad de una enzima para discriminar entre varios sustratos que están disponibles simultáneamente, por lo que proporciona la única definición fisiológica significativa de especificidad.  Por ello, la Unión Internacional de Bioquímica y Biología Molecular ha recomendado el nombre de constante de especificidad para esta relación. 
Fersht utilizó mediciones de la relación {\displaystyle k_{\text{cat}}/K_{\mathrm {m} }} para cuantificar el papel de las energías de unión en la catálisis y la especificidad, particularmente en la fidelidad de la selección de aminoácidos durante la biosíntesis de proteínas por las aminoacil-ARNt sintetasas, donde formuló el mecanismo de edición de doble tamiz.  Fersht fue uno de los primeros enzimólogos clásicos en utilizar la tecnología del ADN recombinante, que aprendió en el laboratorio de Arthur Kornberg, mientras medía la fidelidad de la replicación del ADN a partir de la cinética de la mutagénesis in vivo. 
En 1982, inició una colaboración con Sir Gregory Winter en la que fueron los primeros en diseñar una mutación en una proteína de estructura conocida, la tirosil-ARNt sintetasa.  Fersht fue pionero en la ingeniería de proteínas como herramienta para analizar la estructura y el mecanismo de las proteínas, mientras que Winter lo fue en la ingeniería de anticuerpos. Entre 1990 y 2010 fueron respectivamente director y subdirector del Centro de Ingeniería de Proteínas.
Fersht demostró que las relaciones de energía libre pueden aplicarse para analizar interacciones no covalentes en estados de transición de reacciones catalizadas por enzimas e inferir sus estructuras, en un procedimiento análogo a los métodos fisicoquímicos para estados de transición en reacciones covalentes, midiendo los cambios en la cinética y la termodinámica sobre pequeños cambios en la estructura de los reactivos. Este procedimiento de estudio de mutantes de ingeniería de proteínas, denominado análisis del valor Phi, se aplicó después para inferir la estructura de los estados de transición del plegamiento de proteínas y elucidar los mecanismos de plegamiento de proteínas.  El análisis del valor Phi del plegamiento de la proteína de dominio único inhibidora de la quimotripsina 2 permitió descubrir un mecanismo de plegamiento fundamental, la "nucleación-condensación", por el que la cadena de plegamiento colapsa en un estado de transición extendido alrededor de un núcleo formado concomitantemente.   Sus intereses también incluyen los defectos de plegamiento de proteínas, y su relación con las enfermedades y el cáncer.

### Publicaciones
A lo largo de su carrera, Fersht ha publicado libros y más de 600 trabajos de investigación en diversas revistas científicas, que han conseguido mas de 97.000 citas (mayo de 2025), por lo que el autor presenta un índice H de 163.  Algunos de sus trabajos principales son:
- Enzyme Structure and Mechanism. Editorial: WH Freeman, New York, NY, 1977
- Structure and mechanism in protein science: a guide to enzyme catalysis and protein folding. Editorial Macmillan, New York, 1999. [23]
- Hydrogen bonding and biological specificity analysed by protein engineering. Nature, 1985. [24]
- The Selected Papers of Sir Alan Fersht: Development of Protein Engineering[12]

### Premios y honores
.

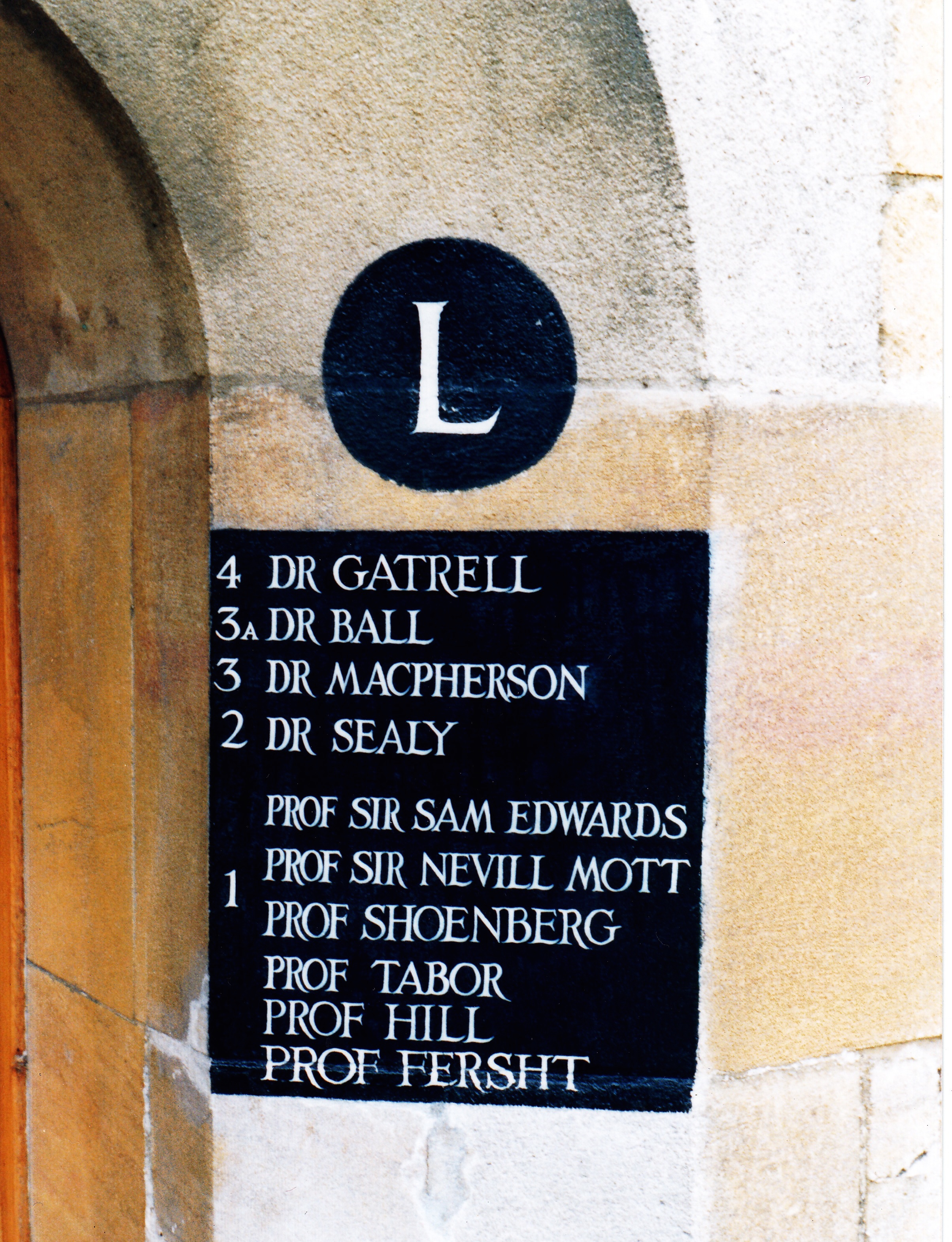
Científicos que compartían el edificio L1 en Caius Court, Gonville and Caius College, Cambridge (foto tomada en 1994): (Nevill Mott, Samuel Frederick Edwards, David Tabor, David Shoenberg, Rodney Hill, y Alan Fersht)

Fersht fue elegido miembro de la Royal Society (FRS) en 1983. La Royal Society le concedió la Medalla Gabor en 1991 por sus contribuciones en biología molecular, en 1998 la Medalla Davy por sus trabajos en química, en 2008 la Royal Medal, y en 2020 la Medalla Copley por su desarrollo y aplicación de métodos de ingeniería de proteínas para proporcionar descripciones de las vías de plegamiento de proteínas a resolución atómica.. Es miembro asociado extranjero de la Academia Nacional de Ciencias de Estados Unidos, miembro extranjero de la American Philosophical Society, miembro extranjero de la Accademia dei Lincei, miembro de la Academia Europaea, miembro extranjero honorario de la American Academy of Arts and Sciences y Fellow of the Academy of Medical Sciences (FMedSci).  Su nominación para la Royal Society dice así: 

Distinguido por sus trabajos sobre mecanismos de catálisis enzimática, especialmente por métodos de flujo detenido y flujo amortiguado. Demostró que una relajación lenta de la quimotripsina no era un paso químico en la vía de reacción, sino una isomerización dependiente del pH entre las formas activa e inactiva, e investigó la energética y el equilibrio de la transición. Dilucidó la especificidad del grupo saliente, lo que condujo a una interpretación estructural detallada que mostraba la energética de la "tensión" en el sitio de unión. Otro experimento disipó las últimas dudas sobre el papel de un intermedio tetraédrico. Más recientemente, Fersht ha estudiado un grupo más complejo de enzimas, las aminoacil ARNt sintetasas. Demostró que su especificidad precisa depende de pasos de reconocimiento independientes consecutivos, y en condiciones apropiadas atrapó un aminoacil-ARNt transitoriamente descargado. Fersht ha demostrado cómo la energía de unión puede utilizarse para mejorar la especificidad o la velocidad en una reacción enzimática, lo que lleva a una demostración de las limitaciones termodinámicas en los mecanismos del tipo "ajuste inducido".<

Fersht es doctor honoris causa por la Universidad de Uppsala (1999), Vrije Universiteit Brussel (1999), el Instituto Weizmann de Ciencias (2004), la Universidad Hebrea de Jerusalén (2006) y la Universidad de Aarhus (2008). Es miembro honorario del Darwin College, Cambridge (2014) y del Jesus College, Cambridge (2017).
Fersht ha recibido numerosos premios y medallas, entre ellos: el premio aniversario FEBS; el premio Novo Biotechnology; la medalla Charmian de la Royal Society of Chemistry; la distinción Max Tishler de la universidad de Harvard; distinción y medalla de la Federation of European Biochemical Societies; medalla Harden de la Biochemical Society; premio de la Fundación Feldberg; premio Christian B. Anfinsen de la Protein Society; Premio de Productos Naturales de la Royal Society of Chemistry, Premio Stein y Moore de la Protein Society; premio Bader de la American Chemical Society; Premio y Medalla Kaj Ulrik Linderstrøm-Lang; Medalla Bijvoet del Centro Bijvoet de Investigación Biomolecular de la Universidad de Utrecht en 2008; medalla Gilbert N. Lewis de la Universidad de California, Berkeley, y la Medalla Wilhelm Exner en 2009.
En 2003 fue nombrado caballero por su trabajo pionero en la ciencia de las proteínas. En la candidatura para citación la elección a la Academia de Ciencias Médicas dice: 

Catedrático Herchel Smith de Química Orgánica en el Centro MRC de Ingeniería de Proteínas de Cambridge, Sir Alan es uno de los principales científicos de proteínas del mundo. Fue elegido miembro de la Royal Society a los 30 años, en 1983, por sus trabajos sobre la catálisis enzimática y el modo en que las enzimas consiguen una alta fidelidad en la traducción del código genético. Posteriormente fue uno de los fundadores pioneros de la ingeniería de proteínas, desarrollándola como procedimiento analítico para comprender las interacciones entre las proteínas y la catálisis enzimática. Este nuevo enfoque radical desentrañó las relaciones entre la estructura, la actividad y la función de las proteínas. Toda la potencia de sus métodos quedó patente en sus contribuciones fundamentales y de gran alcance al campo del plegamiento y la estabilidad de las proteínas. Estos estudios abrieron el camino al desarrollo de nuevas terapias contra el cáncer y otras enfermedades. Actualmente trabaja en mutaciones que afectan a la estabilidad de las proteínas. Estos estudios abrieron el camino al desarrollo de nuevas terapias contra el cáncer y otras enfermedades. En la actualidad trabaja en mutaciones que afectan a la estabilidad y actividad del supresor tumoral p53 y en cómo los mutantes pueden ser "rescatados" por fármacos de moléculas pequeñas. Sus contribuciones han sido ampliamente reconocidas a nivel nacional e internacional con premios tanto de química como de biología molecular, y con la pertenencia a academias extranjeras.<

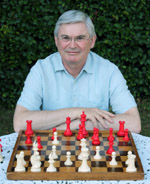